# Son of Oi!
Son of Oi! est un album de compilation street punk et Oi!, publié en 1983, par Syndicate Records. C'est le 5ème volet de la série de compilations après Oi! The Album, Strength Thru Oi!, Carry On Oi!, Oi! Oi! That's Yer Lot!.

## Liste des pistes
L'album contient les titres suivants:
Face 1 - Arthur's Side
1. "Chip on my Shoulder" - Cock Sparrer
2. "Onwards" - Kraut
3. "Generation Landslide" - Prole!
4. "The Young Conservatives" - Garry Johnson
5. "Tomorrow's Whirl" - Paranoid Pictures
6. "Jobs Not Jails" - The Gonads
7. "Violent Playground" - Clockwork Destruction
8. "Joe Public" - Phil Sexton & Mick Turpin
9. "Herpes in Seattle" - Alaska Cowboys
10. "Lager Top Blues" - Gary & The Gonads
11. "Made in England" - Terry McCann
12. "6.27 to London" - Mick Turpin

Face deux - Terry's Side
1. "Sing Something Swindle" - The Orgasm Guerillas
2. "Andy Is a Corporatist/Mindless Version" - Attila/Newtown Neurotics
3. "On the Streets" - 4-Skins
4. "Boy About Town" - Garry Johnson
5. "Out in the Cold" - The Business
6. "Make Mine Molotov" - Maniac Youth
7. "I Understand (Live)" - The Angelic Upstarts
8. "Manifestoi!" - Oi! The Robot
9. "Top of the Pops" - Phil Sexton
10. "This Is Your Life" - Vicious Rumours
11. "Jerusalem" - L.O.L.S. Choir
12. "Beano" - Oxo's Midnight Stumblers

## Voir également
- - Oi! The Album
  - Strength Thru Oi!
  - Carry On Oi!
  - Oi! Oi! That's Yer Lot!